# Charles-Louis Appleton
Charles-Louis Appleton (Rennes, 1846 – Oullins, 1935) è stato un giurista francese di origini americane, studioso del diritto romano.

## Biografia
Figlio di un diplomatico americano e di una donna francese, fu docente a Losanna (1872) e a Lione (1875). 
Fu autore di una celeberrima Histoire de la propriété prétorienne et de l'action publicienne (1889).